# 성공황후
성공황후 하씨(成恭皇后 夏氏, 1136년 ~ 1167년 7월 13일(음력 6월 25일))는 남송 효종의 황후이다.

## 생애

### 황후 이전
하씨는 의주(袁州) 원춘(宜春) 출신이며, 하협(夏協)의 딸이다. 집안이 가난하여 절에 기거하였는데 형편이 나아지지 않자, 아버지가 그녀를 입궁시켰다. 입궁하여 헌성자열황후의 시녀가 되었다.
효종이 즉위전 보안군왕(普安郡王)이던 시절, 정부인인 군부인 곽씨(성목황후)가 죽고 아내를 맞이하지 않았는데, 1161년(소흥 31년), 헌성자열황후가 하씨를 제안군부인(齊安郡夫人)으로 봉하여 보안군왕에게 하사하였다.

### 황후 시절
1162년(소흥 32년), 효종이 즉위하자 현비(賢妃)로 진봉되었으며, 다음해인 1163년(융흥 원년) 황후로 책봉되었다. 이때 일가 친척들도 관직에 제수되었다. 1167년(건도 3년) 붕어하였다. 처음 시호는 안공(安恭)이었으나 영종대에 성공(成恭)으로 개칭되었다.

## 가족 관계

### 부모
- 부 : 하협(夏協)
- 모 : 미상

### 남편
- 효종(孝宗, 1127년 ~ 1194년) : 남송의 제2대 황제